# 장수황씨 추원록
장수황씨 추원록은 경기도 고양시 덕양구에 있다. 2018년 7월 17일 고양시의 향토문화재 제65호로 지정되었다.

## 개요
'장수황씨 추원록'은 장수황씨 황두증(1658-1705)이 기록한 필사본(고조와 증조의 문집)문중에서 전승되고 있는 장수황씨에 대한 계보, 비문, 행장, 시문 등에 대한 기록을 남기고 있다.
해당 문화재는 장수황씨 문중에서 대대로 내려온 문서로 고양 지역에 세거한 장수황씨 문중에 대한 기록을 남기고 있으며, 조선후기 사유 재산에 대한 사항 등도 살펴 볼 수 있는 유물이라는 점에서 역사적ㆍ사료적ㆍ향토적 가치가 높다.